# テイラー・ゴンティネアック
テイラー・ゴンティネアック（Taylor Gontineac、2000年7月16日 - ）は、プロD2・ASベジエ・エローに所属するラグビーユニオン選手。

## プロフィール
- フランス・オーリヤック出身[1]。
- ポジションはセンター(CTB)。
- 身長 185cm、体重 94kg
- 父のロメオはラグビー指導者[2](元ルーマニア代表)。
- ルーマニア代表キャップは14（2024年12月現在）でラグビーワールドカップ2023のルーマニア代表に選ばれた[3]。

## 略歴
ルーアンを経て、2023年、ベジエに加入。